# 1903 في كندا
فيما يلي قوائم الأحداث التي وقعت خلال عام 1903 في كندا.

## سياسة

### تعيين في المنصب
- 1 يناير – تشارلز ويلسون عضو الجمعية التشريعية لكولومبيا البريطانية ‏.
- 1 يناير – ديفيد ويلسون member of the Legislative Assembly of Manitoba ‏.
- 3 مارس – جورج جونسون كلارك عضو الجمعية التشريعية لنيو برونزويك ‏.

### انتهاء فترة المنصب
- 1 يناير – جون أوبراين عضو الجمعية التشريعية لنيو برونزويك ‏.
- 1 يناير – فرد كوك عمدة أوتاوا [الإنجليزية]‏.
- 1 يناير – ويليام شو عضو الجمعية التشريعية لنيو برونزويك ‏.

## مواليد

### يناير
- 1 يناير – بيتر مانلي سياسي كندي.
- 1 يناير – فريدريك هوارد كولينز سياسي كندي.
- 1 يناير – فيليس روس عالمة اقتصاد كندية.
- 7 يناير – ريجنالد سميث لاعب هوكي جليد كندي.
- 21 يناير – آنا ماي واترس ممرضة كندية.

### فبراير
- 3 فبراير – فرانسيس جيمس
- 5 فبراير – تشارلز مايو لاعب كركيت من المملكة المتحدة.
- 13 فبراير – إدي هايوارد
- 22 فبراير – مورلي كالاغان كاتب كندي.
- 25 فبراير – كينغ كلانسي لاعب هوكي جليد كندي.

### مارس
- 2 مارس – وارن سنايدر مُجدّف كندي.
- 4 مارس – كاري بست صحفية كندية.
- 7 مارس – مود لويس فنانة كندية.
- 11 مارس – كليفورد سكوت
- 18 مارس – غوردون بيري لاعب كرة قدم كندي.

### أبريل
- 10 أبريل – ويليام مكلينان سياسي كندي.

### مايو
- 5 فبراير – تشارلز مايو لاعب كركيت من المملكة المتحدة.
- 5 مايو – آرشي ويلكوكس لاعب هوكي جليد كندي.
- 7 مايو – جيمي بال منافِس أوليمبي كندي.
- 10 مايو – كاي بيتري
- 22 مايو – ميل كير لاعب كرة قاعدة من الولايات المتحدة الأمريكية.
- 30 مايو – أليكس كرامر كاتب أغاني كندي.

### يونيو
- 17 يونيو – دونالد دبليو. غراهام
- 19 يونيو – جيمس نيومان سياسي كندي.
- 25 يونيو – أرشيبالد ستيل صحفي أمريكي.
- 26 يونيو – هاري ديولف ضابط بحري كندي.
- 27 يونيو – جوان إريكسون نفسانية كندية.
- 30 يونيو – دونالد فيرغسون براون سياسي كندي.

### يوليو
- 3 يوليو – إيس بيلي لاعب هوكي جليد كندي.
- 16 يوليو – كارمين لومباردو مغني كندي.
- 23 يوليو – تشارلز دينسمور لاعب هوكي جليد كندي.
- 23 يوليو – جوني شيبارد لاعب هوكي جليد كندي.
- 30 يوليو – هارولد بالارد لاعب كرة قدم كندية كندي.

### أغسطس
- 2 أغسطس – فريدريك أوليفر روبنسون سياسي كندي.
- 4 أغسطس – هنتر فوغل سياسي كندي.
- 9 أغسطس – بيرني بروفي لاعب هوكي جليد كندي.
- 26 أغسطس – الكسندر دوغلاس تورنبول سياسي كندي.
- 31 أغسطس – هيلين باتل

### سبتمبر
- 1 سبتمبر – آرثر لورني جيمس
- 14 سبتمبر – أرشيبالد هيو ميتشيل سياسي كندي.
- 14 سبتمبر – جيمس أوغسطين باور سياسي كندي.
- 30 سبتمبر – فيكتور مارتن سياسي كندي.

### أكتوبر
- 4 أكتوبر – فريدريك هيدجيز مُجدّف كندي.
- 11 أكتوبر – مايك نيفيل لاعب هوكي جليد كندي.
- 12 أكتوبر – داني كوكس لاعب هوكي جليد كندي.

### نوفمبر
- 3 نوفمبر – ليا روباك نقابية كندية.
- 10 نوفمبر – لورينزو كاديو مؤرخ كندي.
- 25 نوفمبر – هربرت ريتشاردسون مُجدّف كندي.

### ديسمبر
- 24 ديسمبر – تشارلز فينتر لاعب كركيت من المملكة المتحدة.

## وفيات

### أبريل
- 30 أبريل – إميلي ستو (مواليد 1831) طبيبة كندية.

### يوليو
- 3 يوليو – هنري توماس دوفي (مواليد 1852) سياسي كندي.
- 11 يوليو – جون دوغلاس أرمور (مواليد 1830) قاضي كندي.
- 17 يوليو – ويليام نيلسون (مواليد 1854) سياسي كندي.

### أغسطس
- 9 أغسطس – جيمس ويلينغتون ماكلولين (مواليد 1840) سياسي كندي.

### ديسمبر
- 6 ديسمبر – ميخائيل جوزيف فرنسيس كوين (مواليد 1851) سياسي كندي.